# 원 (춘추)
원(原, ? ~ ?)은 중국 춘추 시대의 제후국이다.

## 개요
시조는 주(周)나라 문왕(文王)의 열여섯째 아들이다.
동주 양왕(襄王) 17년(기원전 635), 진(晉)나라에 멸망당하였다. 이후에도 양공(襄公)이 등장하는 등 복국된 것으로 보이나, 시기는 알 수 없다.

## 역대 군주
| 대수      | 시호       | 휘         | 재위                                   | 비고                                         |
| --------- | ---------- | ---------- | -------------------------------------- | -------------------------------------------- |
| 1         |            |            |                                        | 문왕의 16남. 시호 · 휘 모두 알려지지 않았다. |
| ?         | 장공(莊公) |            |                                        |                                              |
| ?         |            | 관(貫)     | ? ~ 기원전 635년                       | 진나라에게 멸망                              |
| ?         | 양공(襄公) |            |                                        |                                              |
| ?         |            | 교(絞)     | ? ~ 기원전 530년                       |                                              |
| ?         |            | 궤심(跪尋) | 기원전 530년 ~ ?                       |                                              |
| ?         |            | 노(魯)     | 기원전 524년 이전 ~ 기원전 513년 이전? |                                              |
| ?         |            | 수과(壽過) |                                        |                                              |
| 이후 불명 |            |            |                                        |                                              |